# Фарман F.30
Фарман F.30 (фр. Farman F.30) је француски ловачки авион. Први лет авиона је извршен 1916. године. 

Највећа брзина у хоризонталном лету је износила 208 km/h. Размах крила је био 11,0 метара а дужина 7,29 метара. Био је наоружан са 2 митраљеза калибра 7,7 милиметара.

## Наоружање
| Наоружање авиона: Фарман       |     |
| Ватрено (стрељачко) наоружање  |     |
| Топ                            |     |
| Митраљез                       |     |
| Број и ознака митраљеза        | 2   |
| Калибар                        | 7,7 |
| Бомбардерско наоружање (бомбе) |     |
| Ракетно наоружање (ракете)     |     |